# Ciconia gaudryi
Ciconia gaudryi – gatunek wymarłego ptaka z rodziny bocianów (Ciconiidae) z późnego miocenu lub wczesnego pliocenu, występował na terytorium obecnej Grecji.
Lokalizacja typowa w Pikermi, w regionie Attyka, datowany na późny miocen lub wczesny pliocen. Znany jest z pojedynczych kości, w tym kości ramieniowej. Na bazie tych kości i zakładanego podobieństwa proporcji budowy do bociana białego szacuje się wysokość zwierzęcia na 165 cm, co czyni go największym przedstawicielem rodzaju Ciconia.